# Ricky Jay
Ricky Jay, właściwie Richard Jay Potash (ur. 26 czerwca 1946 w Brooklynie, w Nowym Jorku, zm. 24 listopada 2018 w Los Angeles) – amerykański aktor filmowy i telewizyjny, pisarz i magik sceniczny.

## Wybrana filmografia

### Filmy fabularne
- 1987: Dom gry jako George/człowiek z Vegas
- 1988: Fortuna kołem się toczy jako pan Silver
- 1991: Wydział zabójstw jako Aaron
- 1992: Cudotwórca jako konsultant
- 1997: Hiszpański więzień jako George Lang
- 1997: Boogie Nights jako Kurt Longjohn
- 1997: Jutro nie umiera nigdy jako Henry Gupta
- 1999: Superbohaterowie jako Vic Weems
- 1999: Magnolia jako Burt Ramsey / narrator
- 2000: Hollywood atakuje jako Jack
- 2001: Wielki podryw jako licytator Dawsona
- 2001: Skok jako Don "Pinky" Pincus
- 2005: Ostatnie dni jako detektyw
- 2006: Prestiż jako Milton
- 2008: Niesamowici bracia Bloom jako narrator

### seriale TV
- 1977: Saturday Night Live
- 1991: Wojna cywilna (Civil Wars) jako Lenny NiCastro
- 1994: Late Show with David Letterman
- 2000: Z Archiwum X jako Herman Pinchbeck / Albert Pinchbeck
- 2003: Pogromcy mitów
- 2004: Deadwood jako Eddie Sawyer
- 2006–07: Uprowadzeni jako Roger Prince
- 2007–09: Jednostka jako agent Kern
- 2009: Magia kłamstwa jako Mason Brock
- 2009–10: FlashForward: Przebłysk jutra jako mężczyzna w Warehouse / Ted Flosso
- 2010: 60 Minutes
- 2011: Simpsonowie - głos
- 2013: Młodzi Tytani: Akcja! - głos
- 2013: Late Show with David Letterman
- 2014: Jak zdrówko? jako Thoracic Surgeon